# Диксон, Пол (футболист)
Пол Э́ндрю Ди́ксон (англ. Paul Andrew Dixon; 22 ноября 1986, Абердин, Шотландия) — шотландский футболист, левый защитник клуба «Фалкирк». Выступал за национальную сборную Шотландии.

## Клубная карьера

### Ранние годы
Диксон родился 22 ноября 1986 года в шотландском городе Абердин. Первой командой Пола стал юношеский клуб «Монифит Атлетик», за который он играл с 1994 по 1999 год.
Во время выступлений в «Монифите» футболиста заметили скауты «Данди», пригласившие 13-летнего защитника продолжить своё спортивное образование в Академии «тёмно-синих». Диксон ответил согласием на это предложение.

### «Данди»
31 мая 2005 года Пол подписал с «Данди» свой первый профессиональный контракт.
Дебют Диксона в первом составе «тёмно-синих» состоялся 31 июля того же года, когда в рамках Кубка Вызова дандийцы встречались с клубом «Ист Стерлинг». 6 августа Пол впервые вышел на поле в матче Первого шотландского дивизиона — в тот день соперником команды защитника был «Сент-Миррен».
21 января 2006 года Дикон, поразив ворота «Брихин Сити», открыл счёт свои голам за «Данди».
3 февраля Пол заключил с «тёмно-синими» новое двухлетнее соглашение о сотрудничестве.
На протяжении сезонов 2006/07 и 2007/08 Диксон постоянно появлялся в основном составе «Данди», отыграв за два эти футбольных года в общей сложности 72 матча.
В июне 2007 года об интересе к молодому футболисту заявил английский клуб «Норвич Сити», главный тренер которого, Джим Даффи, работал с Полом, будучи ещё наставником «тёмно-синих». Однако все эти пересуды развеяло руководство шотландской команды, заявив, что Диксон не продаётся. Через семь месяцев выкупить права на защитника попытался «Килмарнок» — Пол отверг перспективу такого перехода, рассказав о своём желании остаться на «Денс Парк» до окончания своего контракта с клубом.

### «Данди Юнайтед»
В июне 2008 года в пресс-служба «Данди» распространила информацию, что Диксон переходит в стан земляков «тёмно-синих» — «Данди Юнайтед». 23 июня Пол официально стал игроком «оранжево-чёрных», подписав с ними 3-летний контракт.
23 сентября состоялся дебют защитника в новой команде — Диксон поучаствовал в победе «Данди Юнайтед» в поединке Кубка Лиги над клубом «Эйрдри Юнайтед» со счётом 2:0. Через четыре дня Пол впервые сыграл в матче шотландской Премьер-лиги против «Харт оф Мидлотиан». 3 января 2009 года Диксон забил свой первый гол за «Юнайтед», поразив прямым ударом со штрафного ворота глазговского «Селтика». По итогам футбольного года болельщики «оранжево-чёрных» признали Пола «Лучшим молодым игроком года» в «Данди».
4 марта 2010 года Диксон подписал с «Юнайтед» новый контракт сроком до июня 2012 года. По окончании сезона 2011/12 соглашение Пола с «арабами» истекло, и он стал свободным агентом.

### «Хаддерсфилд Таунд»
27 июня 2012 года защитник покинул Шотландию и присоединился к клубу английского Чемпионшипа «Хаддерсфилд Таун», поставив подпись под 3-летним контрактом. 13 августа Пол впервые защищал цвета «терьеров» в официальной встрече, коей был поединок Кубка лиги против «Престон Норт Энд».

### Клубная статистика
| Клуб                        | Сезон                       | Чемпионат | Чемпионат | Кубок | Кубок | Кубок Лиги | Кубок Лиги | Кубок Вызова | Кубок Вызова | Еврокубки | Еврокубки | Итого | Итого |
| Клуб                        | Сезон                       | Игры      | Голы      | Игры  | Голы  | Игры       | Голы       | Игры         | Голы         | Игры      | Голы      | Игры  | Голы  |
| --------------------------- | --------------------------- | --------- | --------- | ----- | ----- | ---------- | ---------- | ------------ | ------------ | --------- | --------- | ----- | ----- |
| Данди                       | 2005/06                     | 29        | 2         | 6     | 0     | 1          | 0          | 3            | 0            | —         | —         | 39    | 2     |
| Данди                       | 2006/07                     | 33        | 0         | 2     | 0     | 1          | 0          | 1            | 0            | —         | —         | 37    | 0     |
| Данди                       | 2007/08                     | 29        | 0         | 3     | 0     | 3          | 0          | —            | —            | —         | —         | 35    | 0     |
| Всего за «Данди»            | Всего за «Данди»            | 91        | 2         | 11    | 0     | 5          | 0          | 4            | 0            | 0         | 0         | 111   | 2     |
| Данди Юнайтед               | 2008/09                     | 29        | 1         | 1     | 0     | 3          | 0          | —            | —            | —         | —         | 33    | 1     |
| Данди Юнайтед               | 2009/10                     | 25        | 0         | 3     | 0     | 2          | 0          | —            | —            | —         | —         | 30    | 0     |
| Данди Юнайтед               | 2010/11                     | 30        | 0         | 5     | 1     | 2          | 0          | —            | —            | 2         | 0         | 39    | 1     |
| Данди Юнайтед               | 2011/12                     | 37        | 3         | 3     | 0     | 2          | 0          | —            | —            | 2         | 0         | 44    | 3     |
| Всего за «Данди Юнайтед»    | Всего за «Данди Юнайтед»    | 121       | 4         | 12    | 1     | 9          | 0          | 0            | 0            | 4         | 0         | 146   | 5     |
| Хаддерсфилд Таун            | 2012/13                     | 33        | 0         | 2     | 0     | 1          | 0          | —            | —            | —         | —         | 36    | 0     |
| Всего за «Хаддерсфилд Таун» | Всего за «Хаддерсфилд Таун» | 33        | 0         | 2     | 0     | 1          | 0          | 0            | 0            | 0         | 0         | 36    | 0     |
| Всего за карьеру            | Всего за карьеру            | 245       | 6         | 25    | 1     | 15         | 0          | 4            | 0            | 4         | 0         | 293   | 7     |

(откорректировано по состоянию на 6 апреля 2013)

## Сборная Шотландии
21 августа 2007 года Диксон дебютировал в составе молодёжной сборной Шотландии, отыграв 82 минуты товарищеского поединка со сверстниками из Чехии. 16 октября того же года Пол сыграл второй матч за молодых «горцев» — в тот день соперниками «тартановой армии» были нидерландцы.
В мае 2009 года защитник был вызван во вторую сборную Шотландии, но руководство «Данди Юнайтед» не отпустило футболиста из-за совпадения игр чемпионата Шотландии с матчами второй команды страны.
22 февраля 2010 года Диксон был впервые вызван в состав первой сборной Шотландии на товарищескую встречу с Чехией, но дебютировать за «тартановую армию» в этот раз не смог, не попав даже в заявку на матч. Тем не менее, 8 сентября 2012 года Пол впервые вышел на поле в футболке национальной команды и отыграл все 90 минут отборочного поединка к чемпионату мира 2014 года против Сербии.

### Матчи и голы за сборную Шотландии
| Матчи и голы Диксона за сборную Шотландии | Матчи и голы Диксона за сборную Шотландии | Матчи и голы Диксона за сборную Шотландии | Матчи и голы Диксона за сборную Шотландии | Матчи и голы Диксона за сборную Шотландии | Матчи и голы Диксона за сборную Шотландии | Матчи и голы Диксона за сборную Шотландии       |
| №                                         | Дата                                      | Место                                     | Оппонент                                  | Счёт                                      | Голы                                      | Соревнование                                    |
| ----------------------------------------- | ----------------------------------------- | ----------------------------------------- | ----------------------------------------- | ----------------------------------------- | ----------------------------------------- | ----------------------------------------------- |
| 1                                         | 8 сентября 2012                           | «Хэмпден Парк», Глазго, Шотландия         | Сербия                                    | 0:0                                       | —                                         | Отборочный матч чемпионата мира по футболу 2014 |
| 2                                         | 11 сентября 2012                          | «Хэмпден Парк», Глазго, Шотландия         | Македония                                 | 1:1                                       | —                                         | Отборочный матч чемпионата мира по футболу 2014 |
| 3                                         | 14 ноября 2012                            | «Жози Бартель», Люксембург, Люксембург    | Люксембург                                | 2:1                                       | —                                         | Товарищеский матч                               |

Итого: 3 матча / 0 голов; 1 победа, 2 ничьих, 0 поражений.
(откорректировано по состоянию на 14 ноября 2012)

### Сводная статистика игр/голов за сборную
| Сборная          | Год              | Отборочные матчи ЧМ | Отборочные матчи ЧМ | Финальные матчи ЧМ | Финальные матчи ЧМ | Отборочные матчи ЧЕ | Отборочные матчи ЧЕ | Финальные матчи ЧЕ | Финальные матчи ЧЕ | Товарищеские матчи | Товарищеские матчи | Итого | Итого |
| Сборная          | Год              | Игры                | Голы                | Игры               | Голы               | Игры                | Голы                | Игры               | Голы               | Игры               | Голы               | Игры  | Голы  |
| ---------------- | ---------------- | ------------------- | ------------------- | ------------------ | ------------------ | ------------------- | ------------------- | ------------------ | ------------------ | ------------------ | ------------------ | ----- | ----- |
| Шотландия        | 2012             | 2                   | 0                   | —                  | —                  | —                   | —                   | —                  | —                  | 1                  | 0                  | 3     | 0     |
| Всего за карьеру | Всего за карьеру | 2                   | 0                   | 0                  | 0                  | 0                   | 0                   | 0                  | 0                  | 1                  | 0                  | 3     | 0     |

(откорректировано по состоянию на 14 ноября 2012)

## Достижения

### Командные достижения
«Данди Юнайтед»
- Обладатель Кубка Шотландии: 2009/10

### Личные достижения
- Лучший молодой игрок года в «Данди»: 2008/09